# Lev Krča

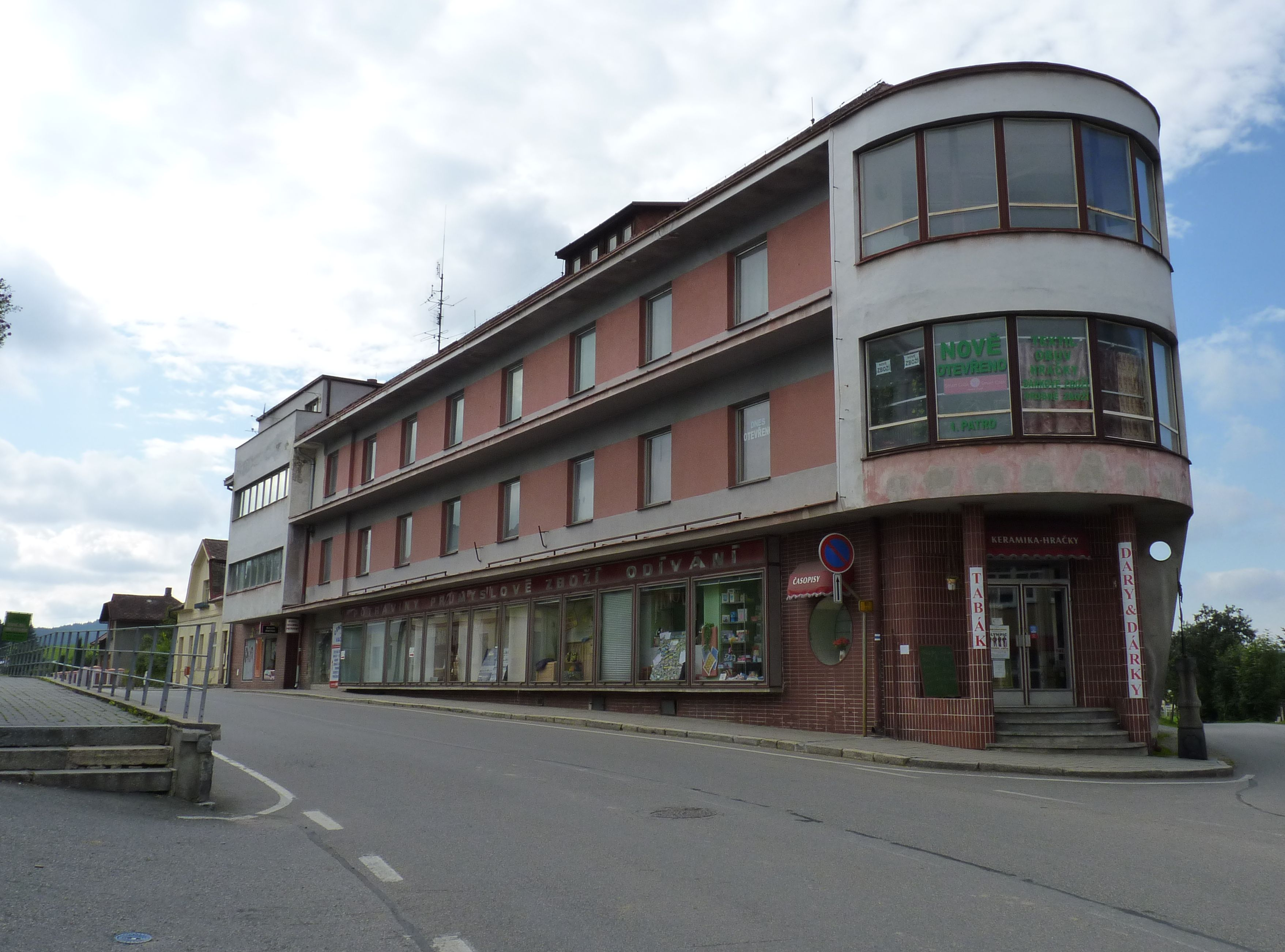
Obchodní dům ve Vacově

Lev Krča (21. července 1902 Velká Bíteš – 27. dubna 1945 Velká Bíteš) byl český akademický architekt (žák Josefa Gočára), sportovec, fotograf a odbojář.

## Život
Narodil se jako nejmladší z dětí obchodníka Mořice Krči. Poté, co vystudoval na Akademii výtvarných umění v Praze nastoupil jako společník v projekční kanceláři S. Tobek-J. Kincl. Od roku 1938 vedl svoji vlastní projekční kancelář. Ve svých projektech se soustředil především na sportoviště, za zmínku stojí např. sokolovna v Domažlicích, orlovna v Novém Městě na Moravě či sportovní stadion Vítkovických železáren v Ostravě. Z dalších projektů stojí za zmínku obchodní dům ve Vacově či domy zaměstnanců textilky v Náchodě.
Kromě architektury se věnoval také sportu, zaměřoval se na lehkou atletiku a lyžování, navíc trénoval mládež a žáky. Proslul také jako fotograf, jeho fotografie se objevily v řadě časopisů. V době německé okupace se zapojil do odbojového hnutí Rady tří a působil především na Velkobítešsku. Dne 27. dubna 1945 během náletu na Bíteš byl zasažen střelou z kulometu a na následky zranění zemřel.